# منجونغ ملكة جوسون
الملكة مُنجونغ (بالهانغل: 문정왕후، وبالهانجا: 文定王后. ولدت في 1 فبراير 1502 وماتت في 29 ديسمبر 1565) هي الزوجة الثالثة للملك جنغجونغ ملك سلالة جوسون، ووالدة الملك ميونغجونغ. اسمها بعد الوفاة الملكة سونغريول إنميونغ مُنجونغ (성렬인명문정왕후 - 聖烈仁明文定王后).

## العائلة
- جد الجد: يُن سا هُن (윤사흔 - 尹士昕)، وهو شقيق الملكة جونغهي.
  - والد الجد: يُن غي غيوم (윤계겸 - 尹繼謙).
    - الجد: يُن أوك (윤욱 - 尹頊).
    - الجدة: ابنة جونغ جي (정제 - 鄭濟) من عشيرة جونغ يونغ إل (영일 정씨 - 延日 鄭氏)
      - الأب: يُن جي إم (윤지임 - 尹之任).
      - الأم: السيدة إي من عشيرة إي جوني (전의 이씨 - 全義 李氏).
        - شقيق: يُن وون غاي (윤원개 - 尹元凱).
        - شقيق: يُن وون ريانغ (윤원량 - 尹元亮).
        - شقيق: يُن وون بِل (윤원필 - 尹元弼).
        - شقيق: يُن وون رو (윤원로 - 尹元老).
        - شقيق: يُن وون هيونغ (윤원형 - 尹元衡).

### الأسرة
- والد الزوج: الملك سونغجونغ (성종대왕 - 成宗大王).
- والدة الزوج: الملكة تشونغهيون (정현왕후 - 貞顯王后).
  - الزوج: الملك جنغجونغ (중종대왕 - 中宗大王).
    - ابنة: الأميرة الملكية ويهي (의혜공주 - 懿惠公主)، وتزوجت من هان غيونغ روك (한경록 - 韓景祿) ابن هان سُنغ غوون (한승권 - 韓承權).
    - ابنة: الأميرة الملكية هيوسُن (효순공주 - 孝順公主)، وتزوجت من غو سا أن (구사안 - 具思顔) ابن غو سن (구순 - 具淳)، وحفيد غو سو يونغ (구수영 - 具壽永).
    - ابنة: الأميرة الملكية غيونغهيون (경현공주 - 敬顯公主)، وتزوجت من شن وي (신의 - 申檥) ابن شن سُك يونغ (신수경 - 申秀涇).
    - الابن الوحيد: الملك ميونغجونغ (명종대왕 - 明宗大王)، وتزوج من الملكة إنسن (인순왕후 - 仁順王后).
      - حفيد: ولي العهد سنهوي (순회세자 - 順懷世子).

    - ابنة: الأميرة الملكية إنسن (인순공주 - 仁順公主).

## التصوير الحديث

### المسلسلات
- أوركيد الحياة من قناة MBC في سنة 1985، وقامت بدورها: كم هي جا.
- جو غوانغ جو من قناة KBS في سنة 1996، وقامت بدورها: كم من جونغ.
- نساء القصر من قناة SBS بين سنة 2001 وسنة 2002، وقامت بدورها: جون إن هوا.
- جوهرة القصر من قناة MBC بين سنة 2003 وسنة 2004، وقامت بدورها: باك جونغ سك.
- منشأ الأساطير: رسالة الشبح من قناة KBS في سنة 2008، وقامت بدورها: إي دك هي.
- هارب جوسون من قناة MBC في سنة 2013، وقامت بدورها: باك جي يونغ.

### الأفلام
- الملكة منجونغ، وعرض في سنة 1967، وقامت بدورها الممثلة: تشوي جونغ إم.

### المنشورات
- "نساء القصر"، وهي من تأليف: باك جونغ هوا ونشرت في سنة 1965.
- "رجال الملكة"، من تأليف: يُن تاي هيون ونشرت في 2007.